# Caecianiropsis psammophila
Caecianiropsis psammophila is een pissebed uit de familie Janiridae. De wetenschappelijke naam van de soort is voor het eerst geldig gepubliceerd in 1956 door Menzies & Pettit.